# Nœud lymphatique du membre supérieur
Les nœuds lymphatiques du membre supérieur sont les nœuds lymphatiques drainant le membre supérieur.
Ils comprennent des nœuds lymphatiques profonds et des nœuds lymphatiques superficiels.
Les nœuds lymphatiques profonds comprennent :
- les nœuds lymphatiques axillaires,
- les nœuds lymphatiques interpectoraux,
- les nœuds lymphatiques delto-pectoraux,
- les nœuds lymphatiques brachiaux,
- les nœuds lymphatiques cubitaux.